# Sylphe du Venezuela
Aglaiocercus berlepschi
Espèce
Statut de conservation UICN

 EN B1ab(ii,iii,v) : En danger
Statut CITES
Le Sylphe du Venezuela (Aglaiocercus berlepschi) est une espèce de colibris de la sous-famille des Lesbiinae et de la tribu des Lesbiini.

## Distribution

Carte de répartition de l'espèce

Cette espèce est endémique au Venezuela.